# Dženínské brigády
Dženínské brigády či také Dženínský prapor je palestinská militantní organizace. Založena byla v roce 2021 Džamilem al-Amourim, příslušníkem Palestinského islámského džihádu. Organizace má sídlo v palestinském uprchlickém táboře v Dženínu na Západním břehu.

## Historie
Organizace Dženínské brigády byly založena Džamilem al-Amourim pravděpodobně v květnu 2021 během izraelské operace Obrance zdí. V červnu téhož roku byl al-Amouri zabit. Organizace se stala známou poté, co oznámila, že poskytne úkryt palestinským vězňům, kteří v září 2021 uprchli z věznice v Gilboa.

## Struktura organizace
Podle odhadů činitelů Palestinské samosprávy má skupina maximálně 200 členů. Tvoří ji nepokojení mladí příslušníci Fatahu a Palestinského islámského džihádu ve věku 18-30 let. 

## Aktivity
Organizace se podílela na únosu a smrti izraelského Drúze Tirana Ferra v listopadu 2022. Zapojila se také do několika ozbrojených střetů s izraelskými bezpečnostními složkami během ledna, června a července 2023.